# Denys Kostyuk
Denys Kostyuk, né le 13 mars 1982 à Mykolaïv, est un coureur cycliste ukrainien.

## Biographie

### Meilleur espoir UCI et débuts avec des équipes belges (2003-2005)
C'est avec le club Zoccorinese Palazzago en Italie que Kostuyk va se révéler en 2003. Alors âgé de 21 ans, il remporte le Gran Premio Palio del Recioto mais également deux étapes du Tour des régions italiennes. Ses performances sur le circuit italien lui permette d'être classé meilleur coureur du moins de 23 ans au classement UCI en 2003. Il rejoint alors l'équipe Équipe cycliste Chocolade Jacques-Wincor Nixdorf pour la saison 2004
Avec la formation belge, Kostyuk dispute ses premières grandes épreuves en WorldTour et participe également au Tour d'Italie, son premier grand tour où il terminera 59e. Huitième de la Course des raisins, il est sélectionné pour disputer les championnats du monde à Vérone. Il n'est cependant par conservé par sa formation et rejoint l'équipe continentale belge Jartazi-Granville pour la saison 2005. Sous ses nouvelles couleurs, il prend la 9e place du Tour de Belgique et dispute à nouveau les championnats du monde.

### Retour en Ukraine avec ISD et premières victoires avec Intel-Action (2006-2008)
De retour en Ukraine avec Équipe cycliste ISD-Jorbi Continental, c'est avec Intel-Action qu'il obtient ses premières victoires comme au Bałtyk-Karkonosze Tour et au Tour du lac Qinghai en 2006. En Ukraine, il est sacré en 2007, champion national du critérium et remporte le Grand Prix de Donetsk. Il remporte également cette course en 2008 tout comme une étape de la Flèche du Sud mais ne parvient toujours pas à devenir champion national.

### Le haut niveau en Italie (2009-2012)
Kostyuk rejoint pour 2009 la formation ISD Cycling Team, équipe pro-continentale avec qui il va courir deux saisons sans réussir à s'imposer, mais en obtenant de belles places comme en finissant 4e du Tro Bro Leon 2009 ou 7e du Grand Prix de Fourmies en 2010. Après avoir disputé les championnats du monde, il s'engage avec la formation Lampre-ISD pour 2011.
Kostyuk évolue donc pour la première fois au niveau World Tour. Il dispute avec la formation italienne le Tour de France 2011 puis le Tour d'Espagne 2012. Il aura donc couru tous les grands tours. Sans réels résultats, il repart en Ukraine pour terminer sa carrière.

### Fin de carrière en Ukraine (2013-2016)
C'est avec l'Équipe cycliste Kolss que Kostyuk s'engage en 2013. Dès sa première année, il devient champion d’Ukraine sur route devant Vitaliy Buts et remporte la première manche de la Race Horizon Park. En 2014, il remporte cette fois-ci la troisième manche de la Race Horizon Park mais ne parvient pas à conserver son titre national. En 2015, il multiplie les secondes places et participe à nouveau aux championnats du monde.
En cours d'année 2016, il s'engage avec ISD-Jorbi Continental, formation de ses débuts. Il termine à la 3e place des championnats d'Ukraine sur route. Retenu par la fédération ukrainienne, il disputera la course en ligne des Jeux olympiques d'été de 2016 à Rio, dernière course de sa carrière.

## Résultats sur les grands tours

### Tour de France
1 participation
- 2011 : 153e

### Tour d'Italie
1 participation
- 2004 : 60e

### Tour d'Espagne
1 participation
- 2012 : 56e

## Classements mondiaux
| Année           | 2005 | 2006 | 2007 | 2008 | 2009 | 2010 | 2011 | 2012 | 2013 | 2014 |
| --------------- | ---- | ---- | ---- | ---- | ---- | ---- | ---- | ---- | ---- | ---- |
| UCI World Tour  |      |      |      |      |      |      | nc   | nc   |      |      |
| UCI Asia Tour   |      | 76e  | 33e  |      | 161e | 156e |      |      |      |      |
| UCI Europe Tour | 276e | 309e | 414e | 59e  | 322e | 506e |      |      | 94e  | 190e |